# Huttonina brevis
Huttonina brevis är en tvåvingeart som beskrevs av Malloch 1930. Huttonina brevis ingår i släktet Huttonina och familjen Huttoninidae. Inga underarter finns listade i Catalogue of Life.